# اختلال علائم جسمانی
اختلال علائم جسمانی یا اختلال نشانه جسمانی (به انگلیسی: Somatic symptom disorder)، به نوعی از اختلالات گفته می‌شود که بیمار با علائم جسمی به پزشک مراجعه می‌کند ولی در معاینه یا آزمایش‌ها مشکل جسمی مشاهده نمی‌شود. در این نوع بیماری‌ها پزشک علت مشکلات بیمار را نه جسمی بلکه روانی می‌داند. در این اختلال فرد افکار منفی بسیاری در مورد سلامتی خود دارد. این یک اختلال غیرمعمول است که در آن فرد تمایل دارد در مورد علایم جسمانی فکر خود را مشغول کند در حالی که ممکن است فرد به لحاظ سلامتی مشکلی نداشته باشد و پارامترهای بیولوژیکی او طبیعی باشد. در حالی که او در مورد جسم خود دچار وسواس شده و کوچکترین نشانه ها را رصد می کند. در این حالت فرد مدام دارو مصرف می کند و در حال تجزیه و تحلیل بیش از حد بدن خود است.
این اختلال در زنان شایع تر از مردان است و با موقعیت اجتماعی رابطه معکوس دارد. در افرادی با موقعیت اجتماعی پایین مانند کم سواد یا کم درآمد بیشتر دیده می شود. شیوع آن در بزرگسالان بین 5 الی 7 درصد است.

## نشانه‌های اختلال علائم جسمانی
۱-داشتن یک یا بیشتر از یک علامت جسمی در بدن که منجر به استرس یا قطع روند عملکرد روزانه میشود.
۲-افکار، احساسات و رفتار شدید مرتبط با نشانه‌های بدنی یا سلامت که در یکی از موارد زیر جای میگیرند:
- افکار نامناسب و مداوم درباره‌ی جدی بودن یک نشانه.
- داشتن سطح بالای اضطراب نسبت به سلامتی یا نشانه‌ها.
- اختصاص دادن زمان و انرژی زیادی برای نگرانی در مورد نشانه‌ها.

۳-ممکن است یک نشانه‌ مشخص نداشته و مدام تغییر کنند، علائم این اختلال معمولاً‌ به مدت ۶ ماه یا بیشتر در فرد وجود دارند. همان طور که در ابتدا اشاره کردیم مبتلایان اختلال علائم جسمی نشانه‌های فیزیکی متعددی دارند که باعث ایجاد استرس در آنها میشود. این علائم میتوانند در قسمت خاصی از بدن باشند یا به طور کلی منجر به کسالت بدن شوند. آنها بدون هیچ مدرکی فرض میکنند نشانه‌های فیزیکیشان بسیار تهدید کننده و خطرناک هستند. این افراد آنقدر به داشتن مشکل سلامتی در بدنشان باور دارند که تشخیص اختلال علائم جسمانی از وضعیت پزشکیِ نیازمند به درمان را کمی سخت میکند.
در برخی از خانواده‌ها ممکن است شرایط بیمار درک شود و با مراجعه به پزشک همکاری شود اما برخی خانواده ها آسیب زا هستند. ممکن است او را دیوانه بنامند و او را رها کنند در این حالت فرد دچار افسردگی می شود.
بیمار همیشه نیاز دارد به بیمارستان مراجعه کند. 
در بدترین موارد ممکن است در مورد اطلاعات و مهارت تشخیص پزشک معالج خود شک داشته باشد. مثلا اگر پزشک عمومی باشد فرد به پزشک متخصص مراجعه می کند.
چنانچه این فرد برای اولین بار به روانپزشک مراجعه کند، ممکن است در مورد سلامت فیزیکی فرد تردید کند. با این که مصرف دارو برای این بیماران چندان خوشایند نیست، اما با عوارض جانبی آنها کنار می آیند.
پزشک در فرآیند درمان ممکن است ابتدا روش درمانی خاصی را انتخاب کند و در برهه ای از زمان این روش را عوض کند.

## پیامدهای اختلال علائم جسمانی
اختلالات مختلف با پیامد‌های متفاوتی همراه هستند که عموما این پیامد‌ها باعث نگرانی و بدنبال راه چاره بودن در فرد می‌شود.

###### خستگی روانی
تجربه ی دائمی اضطراب و افکار مربوط به بیماری می‌توانند تنش زیادی برای فرد به جا بگذارند و شخص را دچار فرسودگی و خستگی روانی و یا افسردگی کنند.

###### تأثیر بر روابط بین فردی
اختلال علائم جسمانی را می‌توان در یک مدل یادگیری اجتماعی دریافت، به این صورت که علائم و نشانه‌ها به عنوان یک ابزار برای ورود فرد به نقش بیمار استفاده شده و فرد بدین وسیله از مسائل به ظاهر غیر قابل عبور، تعهدات، چالش‌های پیش رو و از وظایف معمول فرار می‌کند.

## درمان اختلال علائم جسمی
اغلب پیدا کردن ریشه‌ها و دلایل یک مشکل به حل آن کمک می‌کنند. پژوهش‌ها و تحقیقات مختلف نشان داده‌اند که راه‌های درمانی پاسخگوی چالش‌ها و مسائل اختلال علائم جسمی به شرح ذیل هستند:
- مشورت با روانشناس

با توجه به اینکه دلایل اختلال علائم جسمانی و پیامد‌های آن ریشه در مسائل روحی و روانی فرد دارد. مراجعه به روانشناس و روان درمانی و بررسی و کنکاش ریشه‌های این اختلال می‌تواند سبب کاهش و رفع آن بشود.
- دارودرمانی

دراکثر مواقع این اختلال با دارودرمانی بهبود می یابد. اگر بیمار دچار افسردگی باشد داروهای ضدافسردگی به او تجویز می شود. در مورد مقدار این داروها باید با پزشک مشورت شود و ممکن است چند روز طول بکشد تا داروها اثر خود را نشان دهند.

## شما می توانید هنگام مراجعه به روانشناس سوالات زیر را بپرسید
- این اختلال به چه دلیل در بدن من ایجاد شده است؟
- آیا دردها فقط منشا روانی دارد یا به لحاظ جسمی نیز دچار صدمه شده ام؟
- بهترین روش درمانی متناسب با من کدام است؟
- چند وقت یک بار نیاز به انجام آزمایش های جسمی است؟
- چگونه با این اختلال زندگی کنم؟
- آیا کنترل استرس تاثیری بر بهبودی این اختلال دارد؟